# Physalospora scirpi
Physalospora scirpi är en lavart som först beskrevs av Gutner, och fick sitt nu gällande namn av Arx 1970. Physalospora scirpi ingår i släktet Physalospora och familjen Hyponectriaceae.   Inga underarter finns listade i Catalogue of Life.